# Taraka
Taraka è una municipalità di quarta classe delle Filippine, situata nella Provincia di Lanao del Sur, nella Regione Autonoma nel Mindanao Musulmano.
Taraka è formata da 43 baranggay:
- Bandera Buisan
- Boriongan
- Borowa
- Buadi Amao
- Buadi Amunud
- Buadi Amunta
- Buadi Arorao
- Buadi Atopa
- Buadi Dayomangga
- Buadi Dingun
- Buadi Ongcalo
- Bucalan
- Cadayonan Bagumbayan
- Caramat
- Carandangan Calopaan

- Datu Ma-as
- Dilabayan
- Dimayon
- Gapao Balindong
- Ilian
- Lumasa
- Lumasa Proper (Salvador Concha)
- Lumbac Bagoaingud
- Lumbac Bubong Maindang
- Lumbac Pitakus
- Malungun
- Mangayao
- Maruhom
- Masolun

- Moriatao Loksa Datu
- Pagalamatan
- Pindolonan
- Pitakus
- Ririk
- Salipongan
- Sambolawan
- Samporna Salamatollah
- Sigayan Proper
- Somiorang Bandingun
- Sunding
- Sunggod
- Supangan
- Tupa-an Buadiatupa